# Francis Isnard
Francis Isnard (Manosque, 11 aprile 1945 – Principato di Monaco, 26 giugno 2010) è stato un calciatore francese, di ruolo difensore.

## Carriera
Con 334 presenze detiene il record di calciatore del Nizza con il maggior numero di incontri disputati in massima serie. Con i nizzardi ha complessivamente disputato 432 gare dal 1963 fino al 1975, quando venne ceduto al Cannes con cui concluse la carriera professionistica nel 1977.

## Palmarès
- Campionato francese di seconda divisione: 2

1964-1965, 1969-1970
- Supercoppa francese: 1

1970